# باربی: پریتوپیا
باربی: پریتوپیا (به انگلیسی: Barbie: Fairytopia) فیلم انیمیشنی فانتزی محصول سال ۲۰۰۵ به‌کارگردانی والتر پی مارتیشیاس و ویلیام لائو و به‌نویسندگی الیزه آلن و دیان دان می‌باشد که در در یالات متحده در ۶ مارس سال ۲۰۰۵ بر روی تلویزیون در نیکلودئون به‌نمایش درآمد و دو روز بعد روی وی‌اچ‌اس و دی‌وی‌دی منتشر گردیده شد. این فیلم به‌صورت بین‌المللی از سوی اینترتینمنت رایتس و یونیورسال پیکچرز ویدئو توزیع گردید.